# Santi Vito, Modesto e Crescenzia
Santi Vito, Modesto e Crescenzia ist eine römisch-katholische Pfarrkirche und Titeldiakonie in Rom.
Die Kirche wird meist Santi Vito e Modesto genannt. Sie hat von Santa Maria Maggiore die Aufgabe der Pfarrkirche der Pfarrei Santa Maria Maggiore in San Vito. Sie ist der einzige Fall, in dem Kardinalstitel, Kirche und Pfarrei unterschiedliche Namen tragen.
Sie ist den Heiligen Märtyrer Veit, seiner Amme Crescentia und deren Mann Modestus geweiht. Sie befindet sich im Rione Esquilino in der Nähe der Servianischen Mauer am Gallienusbogen und Oratorium von Santa Maria Immacolata della Concezione. Die Fassade schaut auf die Via Carlo Alberto, während der Eingang an der Via San Vito liegt.

## Geschichte
Die Kirche wurde erstmals im Liber Pontificalis während des Pontifikats von Papst Leo III. (795–816) erwähnt. Der ursprüngliche Name war San Vito in Macello Martyrum oder „auf dem Markt der Märtyrer“. Ein Macello war ein alter römischer Markt in einer Halle. Der alte Macellum Liviae kann derjenige sein, auf den sich der Name bezieht. Er lag neben der Servianischen Mauer am Gallienusbogen aus dem 4. Jahrhundert, einem großen Durchgang innerhalb der Stadt. Während der letzten Restaurierung der Kirche wurden die Wände und Steinblöcke gefunden.
Die ursprüngliche Widmung galt dem Heiligen Veit, einem Märtyrer aus dem 4. Jahrhundert in Sizilien. Er wurde im Mittelalter als Schutzpatron der Epileptiker sehr beliebt und zu den Vierzehn Nothelfern gezählt. In England und anderen Ländern wurde er zu Guy und in Italien Guido.
Die Kirche wurde als die Diakonie, ein Zentrum der caritativen Arbeit, bezeichnet und erhielt von Papst Leo III. Spenden. Dies legt nahe, dass sie zu einer Zeit gegründet wurde, als es eine lokale Bevölkerung gab, also etwa im 6. Jahrhundert, da die Esquilin danach die Bevölkerung verlor.
Laut Tradition wurde sie 1088 Titeldiakonie. Der erste Kardinal dieser Diakonie war der Benediktinermönch Leo Marsicanus. Dies deutet darauf hin, dass in der Nähe ein kleines Benediktinerkloster war. Zur selben Zeit wurde die nicht historische Legende über das Martyrium des Heiligen Vitus populär. Dort wurde das Märtyrerehepaar namens Modestus und Crescentia als sein Vormund und Kindermädchen beschrieben. Darauf wurde die Kirche in San Vitale e Modesto in Macello Martyrum umbenannt, was auch der Name des Kardinaltitels ist. Zwischen 1159 und 1387 gab es keine Kardinäle.
Später im Mittelalter wurde sie in Santi Vitale, Modesto e Crescentia umbenannt, aber im Volksmund auch als Santi Vito e Modesto abgekürzt. Im 15. Jahrhundert wurden auch Kardinalpriester ernannt.

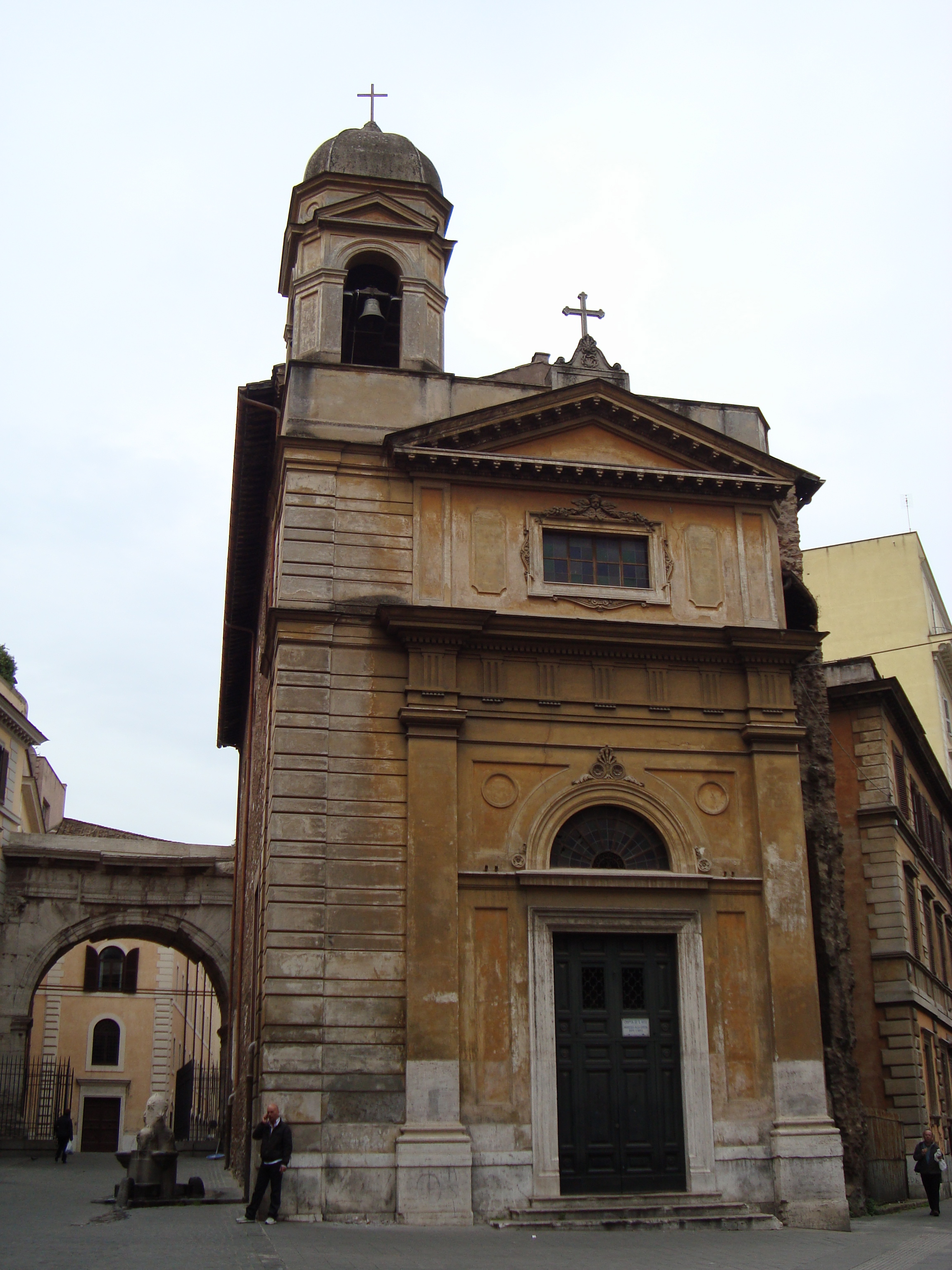
Außenansicht

Um 1450 war die Kirche eine Ruine. Sie wurde 1474 von Papst Sixtus IV., dessen Wappen über der Eingangstür zu erkennen ist, an einer anderen Stelle, aber vermutlich in der näheren Umgebung, wieder aufgebaut. Zur selben Zeit wurde sie Zisterziensern anvertraut. Sie gründeten links vom Eingang in der Via di San Vito ein kleines Kloster neben der Kirche, das als Residenz für den Generalprokurator des Ordens diente. Die eigentliche Abtei Tre Fontane war weit vom Stadtzentrum entfernt.
Nach Mas Latrie wurde die Diakonie von 1477 bis 1480 eine Titeldiakonie, als sie zu ihrem älteren Rang einer Kardinal-Diakonie zurückkehrte; abermals auch im Jahr 1565, als Papst Pius IV. (1559–1565) 23 neue Kardinäle ernannte. In den folgenden Jahrhunderten wurde eine Reihe von Rekonstruktionen durchgeführt. Papst Sixtus V., der die Kirche den Feuillanten zur Klostergründung überwies, zählte sie 1587 wieder unter den Diakonien in seiner apostolischen Konstitution Religiosa auf.

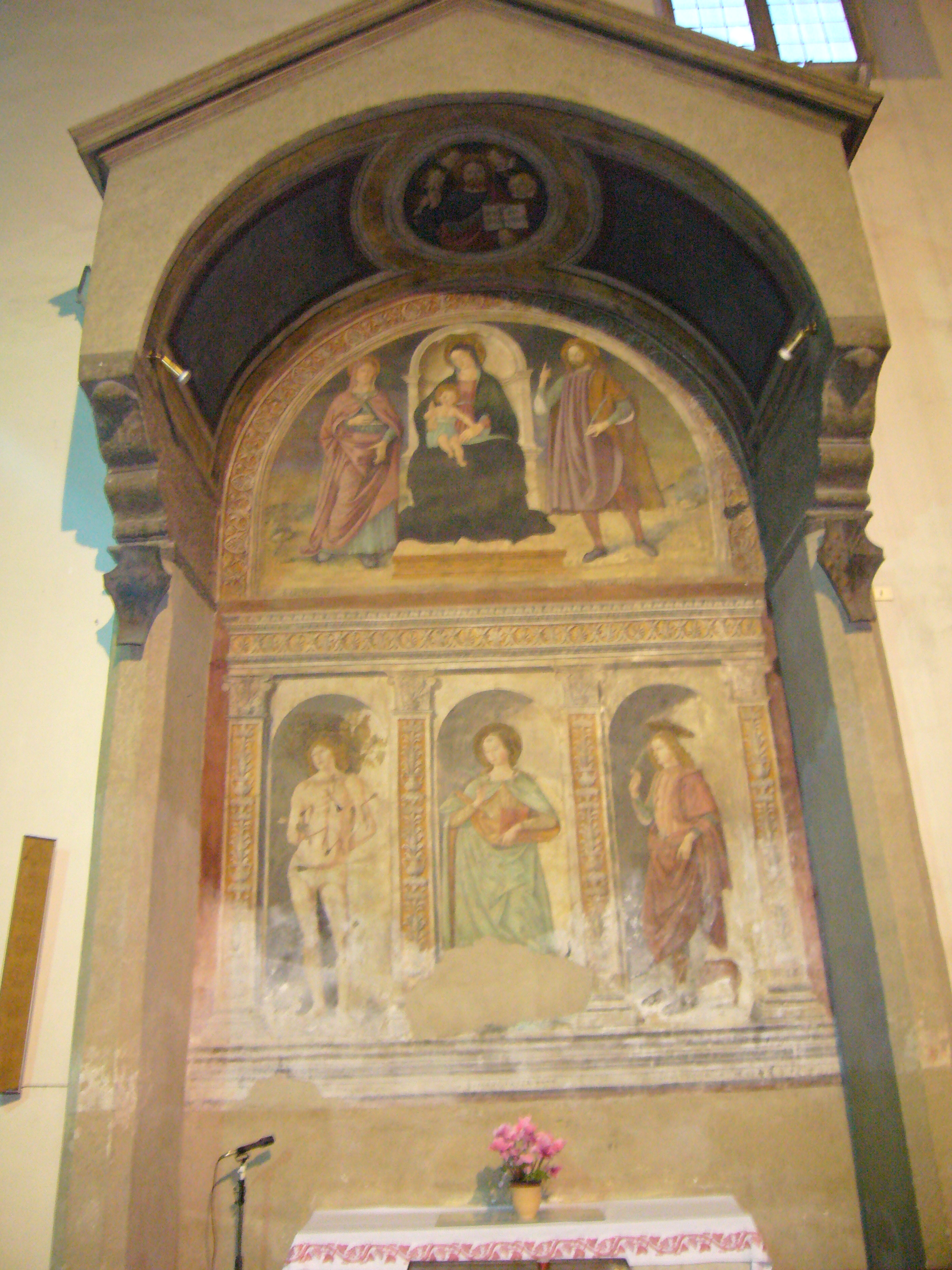
Fresko im Innenraum

Seit 1789, nach den Teilungen Polens, bildete sich eine polnische Gemeinde. Nach der französischen Besetzung war das Kloster verlassen und die Kirche ohne Funktion.
Die Pfarrei wurde 1824 gegründet und die Kirche wurde 1836 von Pietro Camprese renoviert. Nach 1870 verstädterte das umliegende Gebiet und am Ende des 19. Jahrhunderts wurde nochmals renoviert und die Orientierung der Kirche geändert.
Zwischen 1973 und 1977 fand unter Leitung der Soprintendenza delle Antichità di Roma die endgültige Restaurierung statt und viele nachmittelalterliche Änderungen wie zum Beispiel die Orientierung wurden zurückgeändert.
Heutzutage ist die Kirche relativ unauffällig, da Kirchen wie Sant’Eusebio, Santa Maria del Perpetuo Soccorso und Santa Prassede in direkter Nähe sind. Eine kleine bengalische Auswanderergemeinde hat sich an der Kirche angesiedelt. Sie ist aber ohne eigenen Priester.

## Innenraum
Im Innenraum sind Fresken einer Madonna mit Kind und Heilige mit ihren Attributen (z. B. Heiliger Sebastian von Antoniazzo Romano). Es gibt aber auch Fresken aus dem 19. Jahrhundert, welche die Madonna darstellen, wie sie dem Heiligen Dominikus und der Heiligen Katharina von Siena den Rosenkranz anbietet.

## Kardinaldiakone
Aktueller Titelinhaber ist seit 18. Februar 2012, der seit 4. März 2022 Kardinalpriester pro hac vice ist, Kurienkardinal Giuseppe Bertello. Für die weiteren Titelträger siehe Liste der Kardinaldiakone von Santi Vito, Modesto e Crescenzia.